# Aeroportul Koumac
Aeroportul Koumac (IATA: KOC, ICAO: NWWK) este un aeroport din Noua Caledonie, Franța ce deservește zona Koumac⁠(d). Aeroportul a fost tranzitat în 2019 de 2.601 pasageri. A fost numit după zona deservită.
Situat la o altitudine de 42 m, aeroportul dispune de o singură pistă.